# یوانما (بازیکن فوتبال، زاده ۱۹۸۲)
یوانما (انگلیسی: Juanma؛ زادهٔ ۱۸ اکتبر ۱۹۸۲) بازیکن فوتبال اهل اسپانیا است.
از باشگاه‌هایی که در آن بازی کرده‌است می‌توان به باشگاه فوتبال رایو وایکانو، باشگاه فوتبال نومانسیا، باشگاه فوتبال اوئسکا، باشگاه فوتبال رئال اویدو، و باشگاه فوتبال لاس پالماس اشاره کرد.